# Monster Truck (groupe)
Pour les articles homonymes, voir Monster truck (homonymie).
Monster Truck est un groupe de hard rock canadien, originaire d'Hamilton, en Ontario. Après la sortie de deux EP, leur premier album Furiosity sort sur Dine Alone Records le 28 mai 2013 et est distribué par Universal.

## Biographie
Le groupe est formé en 2009. En 2011, l'EP The Brown leur apporte le succès au Canada. Le single Seven Seas Blues se hisse dans le top dix des chansons qui tournent le plus à la radio, à la fois dans les catégories rock et rock alternatif, au printemps 2012.
En 2013, le groupe remporte le Prix Juno pour la révélation de l'année. Ils jouent au Download Festival en 2013, et se produisent en première partie de Vista Chino lors de leur tournée européenne en octobre et novembre 2013. Le groupe commence à enregistrer l'album Sittin Heavy en janvier 2015 après une tournée avec Alice in Chains, assurant la première partie lors de leur tournée nord-américaine de 2014.
Leur morceau Sweet Mountain River est utilisé dans le jeu vidéo musical d'Ubisoft intitulé Rocksmith 2014. La chanson Seven Seas Blues figure dans le jeu NHL 13 d'EA Sports, et Old Train est utilisée dans un épisode de la série télévisée Orphan Black intitulé Le nouveau clone (Variable and Full of Perturbation en anglais). 
Le premier single de leur deuxième album studio sort le 19 octobre 2015, et a pour titre Don't Tell Me How to Live. Une chanson, The Enforcer, est rendue disponible uniquement lors de la pré-commande de l'album. Leur chanson Rigtheous Smoke figurera dans le jeu vidéo NHL 17, édité par EA Sports. Le deuxième album enregistré en studio s'intitule Sittin' Heavy, sur label Mascot Records, et sort le 19 février 2016. La formation est composée du chanteur et bassiste Jon Harvey, du guitariste Jeremy Widerman, du claviériste Brandon Bonheur et du batteur Steve Kiely.

## Discographie

### Albums studio
| Titre         | Détails                                                                                         | Meilleure position | Meilleure position | Meilleure position | Meilleure position |
| Titre         | Détails                                                                                         | CAN                | AUT                | ALL                | SUI                |
| ------------- | ----------------------------------------------------------------------------------------------- | ------------------ | ------------------ | ------------------ | ------------------ |
| Furiosity     | - Date de sortie: 25 juin 2013 - Formats: CD, téléchargement numérique, disque microsillon      | 13                 | —                  | —                  | —                  |
| Sittin' Heavy | - Date de sortie: 19 février 2016 - Formats: CD, téléchargement numérique, disque microsillon   | 6                  | 42                 | 52                 | 64                 |
| True Rockers  | - Date de sortie: 14 septembre 2018 - Formats: CD, téléchargement numérique, disque microsillon |                    |                    |                    |                    |

### Singles
| Année | Chanson                   | Meilleure position | Meilleure position | Meilleure position | Album         |
| Année | Chanson                   | CAN                | CAN Rock           | US Main.           | Album         |
| ----- | ------------------------- | ------------------ | ------------------ | ------------------ | ------------- |
| 2011  | Sworded Beest             | —                  | ×                  | —                  | The Brown EP  |
| 2011  | Seven Seas Blues          | —                  | ×                  | —                  | The Brown EP  |
| 2012  | Righteous Smoke           | —                  | 11                 | —                  | The Brown EP  |
| 2013  | Sweet Mountain River      | 84                 | 1                  | —                  | Furiosity     |
| 2013  | The Lion                  | —                  | 2                  | —                  | Furiosity     |
| 2014  | Old Train                 | —                  | 7                  | —                  | Furiosity     |
| 2015  | Don't Tell Me How to Live | —                  | 8                  | 27                 | Sittin' Heavy |
| 2016  | For the People            | —                  | 6                  | —                  | Sittin' Heavy |
| 2016  | The Enforcer              | —                  | —                  | —                  | Sittin' Heavy |

### EP
- 2010 : Monster Truck EP
- 2011 : The Brown EP